# John Davison Rockefeller Junior
Pour les articles homonymes, voir Rockefeller.
John Davison Rockefeller Junior, né le 29 janvier 1874 à Cleveland et mort le 11 mai 1960 à Tucson, est un financier et philanthrope américain, et un membre important de la famille Rockefeller.

## Biographie

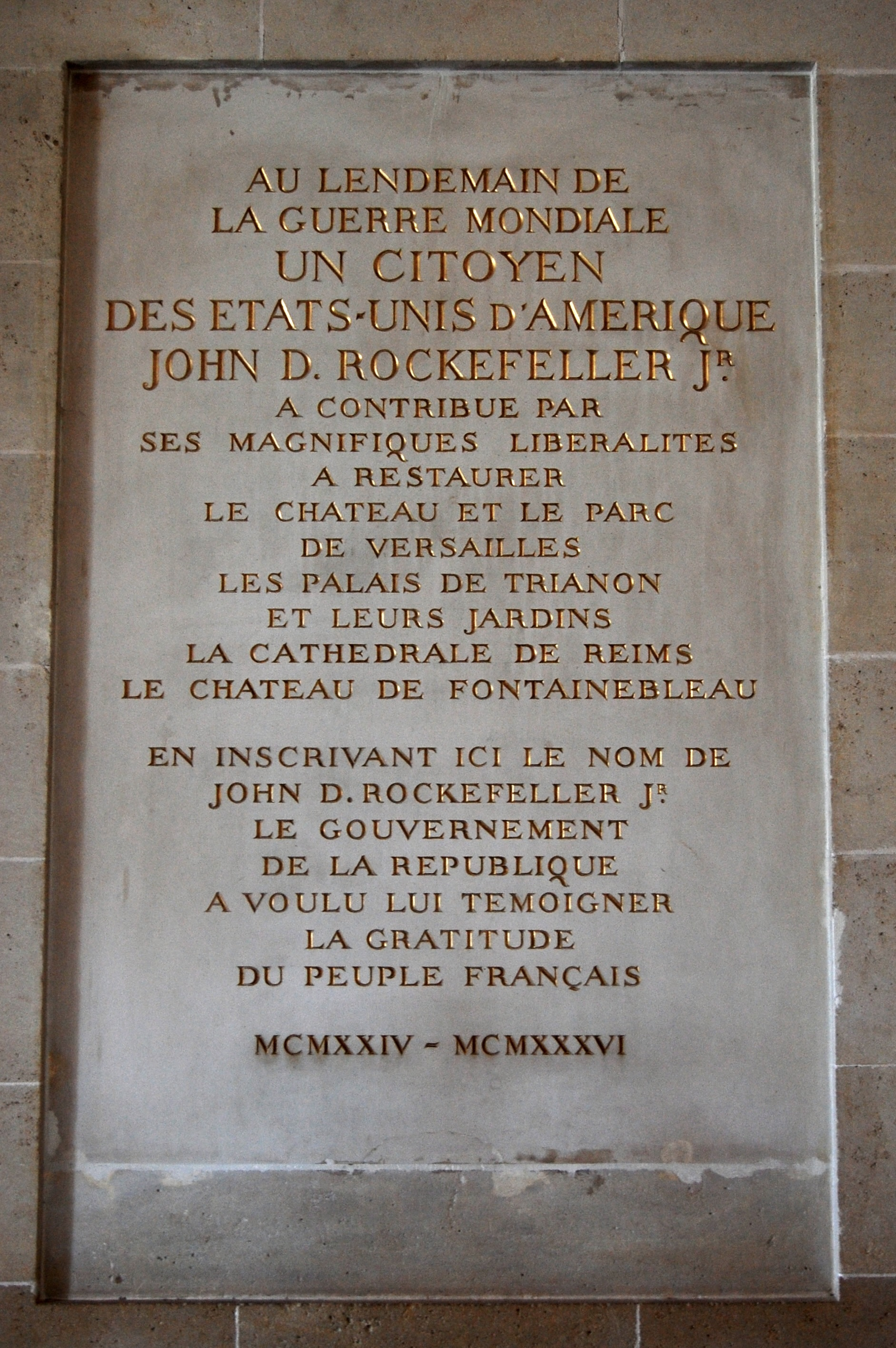
Plaque marquant le mécénat de John Davison Rockefeller Junior au château de Versailles.

Il est le cinquième enfant et le seul fils de John Davison Rockefeller, fondateur de la compagnie américaine Standard Oil Company, devenu l'homme le plus riche du monde en dominant la production de pétrole. Il fait ses études à l'Université Brown et rejoint son père comme directeur de la Standard Oil en 1897, et de l'U.S. Steel. À la suite d'un scandale de corruption le compromettant, il décide de quitter les deux compagnies en 1910, pour se consacrer à la gestion de sa fortune et à ses actions de philanthropie.
À la tête de la Colorado Fuel & Iron Company lors du massacre de Ludlow en 1914, il lui est reproché d'avoir ordonné la tuerie.
Durant la Grande Dépression, il construit le complexe du Rockefeller Center, qui fait de lui le plus grand propriétaire de bureaux de New York.

## Vie personnelle
Comme son père, il est devenu chrétien baptiste, membre de l'Église baptiste de Park Avenue de New York (Églises baptistes américaines USA), dont il a financé la construction d’un nouveau bâtiment en 1926 .

## Philanthropie
Connu comme homme d'affaires, il l'est également pour ses œuvres philanthropiques. Il crée, avec d'autres membres de sa famille, la Fondation Rockefeller et l'université Rockefeller. Il fait également don du terrain où est construit le siège des Nations unies à New York. Il finance la construction d'un grand nombre de musées dont le Museum of Modern Art. Pour la Corda Fratres il finance la construction de la « Maison Internationale » de New York. À Paris, dans les années 1930, il finance la construction du bâtiment central de la Cité internationale universitaire de Paris, appelé comme le bâtiment new yorkais : la « Maison Internationale ».
Il consacre également une partie de sa fortune à la restauration des châteaux de Fontainebleau et de Versailles, finance une partie de la reconstruction de la cathédrale de Reims après les destructions de la Première Guerre mondiale, des fouilles archéologiques en Grèce, et des expéditions polaires de Richard Byrd - le plateau Rockefeller, en Antarctique occidental, sera en conséquence baptisé en son nom.
Il porte également un intérêt spécial à la protection de l'environnement. Il achète et donne de nombreux terrains à des parcs nationaux américains.

## Famille
Le 9 octobre 1901, il épouse Abby Greene Aldrich (1874-1948), la fille de Nelson Wilmarth Aldrich, sénateur de l'État de Rhode Island. Le couple a six enfants, une fille et cinq fils :
- Abby Rockefeller Mauzé (9 novembre 1903 - 27 mai 1976)
- John Davison Rockefeller III (21 mars 1906 - 10 juillet 1978)
- Nelson Aldrich Rockefeller (8 juillet 1908 - 26 janvier 1979)
- Laurance Spelman Rockefeller (26 mai 1910 - 11 juillet 2004)
- Winthrop Rockefeller (1er mai 1912 - 22 février 1973)
- David Rockefeller (12 juin 1915 - 20 mars 2017)

Winthrop et Nelson seront gouverneurs. Ce dernier poursuivit une carrière politique jusqu'à être vice-président des États-Unis de 1974 à 1977 sous la présidence de Gerald Ford.